# Christiane Guhel
Christiane France Guhel (geb. Christine France Elien; * 10. Mai 1932 in Paris; † 28. Juli 2023 in Quincy-sous-Sénart) war eine französische Eiskunstläuferin, die im Eistanz startete.
Mit ihrem Eistanzpartner Jean Paul Guhel nahm sie im Zeitraum von 1958 bis 1962 an Welt- und Europameisterschaften teil. Bei Europameisterschaften gewannen die Guhels 1959 die Bronzemedaille, 1960 und 1961 die Silbermedaille und 1962 in Genf schließlich die Goldmedaille. Bei Weltmeisterschaften errangen sie 1960 die Bronzemedaille und 1962 die Silbermedaille.

## Ergebnisse

### Eistanz
(mit Jean Paul Guhel)
| Wettbewerb / Jahr            | 1958 | 1959 | 1960 | 1961 | 1962 |
| ---------------------------- | ---- | ---- | ---- | ---- | ---- |
| Weltmeisterschaften          | 6.   | 6.   | 3.   |      | 2.   |
| Europameisterschaften        | 4.   | 3.   | 2.   | 2.   | 1.   |
| Französische Meisterschaften | 1.   | 1.   | 1.   | 1.   | 1.   |